# رایان اوشینسی
رایان اوشینسی (به انگلیسی: Ryan O'Shaughnessy) (زاده ۲۷ سپتامبر ۱۹۹۲) خواننده ایرلندی است.
او در یوروویژن ۲۰۱۸ نماینده ایرلند بود.